# Wilhelm Spiegelberg
Wilhelm Spiegelberg (né le 25 juin 1870 à Hanovre, mort le 23 décembre 1930 à Munich) est un égyptologue allemand qui a effectué d'importantes recherches sur les papyri démotiques.

## Biographie
À partir de 1888, Wilhelm Spiegelberg étudie à Strasbourg, entre autres avec l'égyptologue Johannes Dümichen ou l'archéologue Adolf Michaelis, où  il obtient son doctorat en 1892 sur le « droit des dynasties pharaoniques XVIII - XXI », puis à Berlin, avec entre autres, Adolf Erman. Il est rapidement considéré comme un spécialiste en textes démotique et hiératique.
Pendant les semestres d'hiver 1895/1896 et 1898/1899, il fait deux voyages en Égypte, où il effectue des fouilles, en particulier à Thèbes. Les nombreux objets acquis lors de ces deux expéditions constituent le noyau autour duquel se constituèrent les collections égyptiennes de la Kaiser-Wilhelms-Universität (aujourd'hui université de Strasbourg) et de la Kaiserliche Universitäts- und Landesbibliothek (KULB, actuelle Bibliothèque nationale et universitaire de Strasbourg).
En 1899, il devient professeur agrégé à Strasbourg ; sa leçon inaugurale traite des « travailleurs et mouvement ouvrier sous les Ramsès ».
Dans les années 1900, il commence à établir le catalogue des objets démotiques au Musée du Caire, et entame la longue série des études démotiques.
De 1907 à 1918, il est professeur d'égyptologie à Strasbourg. Au début de 1919, en raison du traité de Versailles concernant l'Alsace-Lorraine, il part à Heidelberg, où il finit sa carrière et devient professeur honoraire. Durant les quatre années suivantes, il développe un dictionnaire copte (1921). Il décède à l'âge de 60 ans, en 1930, à Munich.
Il est marié avec Elisabeth von Recklinghausen, fille du professeur d'anatomie pathologique, Friedrich Daniel von Recklinghausen.

## Écrits
- Studien und Materialien zum Rechtswesen des Pharaonenreiches der Dynastien XVIII–XXI, 1892, 140p.
- Der aufenthalt Israels in Aegypten im lichte der aegyptischen monumente, 1904, 54 p.
- Ein Denkstein auf den Tod einer heiligen Isiskuh, 1906, ZÄS 43, p. 129-135.
- Elephantine-papyri (co-auteur Wilhelm Schubart et Otto Rubensohn) Berlin, 1907, 92 p.
- Die Begräbnisstätte der heiligen Kühe von Aphroditopolis (Atfih), 1920, OLZ 23, p. 258-260